# Josip Bozanić
Josip Bozanić (Fiume, 20 marzo 1949) è un cardinale e arcivescovo cattolico croato, dal 15 aprile 2023 arcivescovo emerito di Zagabria.

## Biografia
Nasce a Fiume, città sede arcivescovile, il 20 marzo 1949. Trascorre l'intera infanzia a Verbenico, sull'isola di Veglia, da dove proviene la sua famiglia.

### Formazione e ministero sacerdotale
Si diploma nel 1968 dopo aver frequentato le scuole sull'isola di Veglia; interrompe i successivi studi intrapresi di filosofia e teologia per gli obblighi della leva militare; durante gli anni di leva è condannato al carcere militare per aver rifiutato di rinnegare uno scritto sul cardinale Alojzije Stepinac da lui firmato e pubblicato dall'Osservatore Romano.
Il 29 giugno 1975 è ordinato presbitero, nella cattedrale dell'Assunzione della Beata Vergine Maria a Veglia, dal vescovo Karmelo Zazinović.
Dopo un periodo di studi presso la Pontificia Università Gregoriana e presso la Pontificia Università Lateranense a Roma, si laurea in diritto canonico ed in teologia dogmatica.
Tornato nella sua terra, dopo l'esperienza romana, compie molti passi nell'ambito della sua diocesi diventandone vicario generale nel 1987; dal 1988 e per nove anni è insegnante all'Istituto teologico di Fiume.

### Ministero episcopale
Il 10 maggio 1989 papa Giovanni Paolo II lo nomina vescovo coadiutore di Veglia. Il 25 giugno seguente riceve l'ordinazione episcopale, nella cattedrale di Veglia, dal cardinale Franjo Kuharić, coconsacranti l'arcivescovo Josip Pavlišić e il vescovo Karmelo Zazinović. Il 14 novembre dello stesso anno succede alla medesima sede.
Dal 1996 fino al 2007 è presidente della commissione della Conferenza episcopale croata per i rapporti con lo Stato e dà un importante contributo alla firma degli accordi tra Santa Sede e la Repubblica di Croazia.
Dal 5 giugno al 22 novembre 1996 è amministratore apostolico sede plena dell'arcidiocesi di Fiume-Segna durante la malattia dell'arcivescovo Anton Tamarut.
Il 5 luglio 1997 papa Giovanni Paolo II lo nomina arcivescovo metropolita di Zagabria; succede al cardinale Franjo Kuharić, dimessosi per raggiunti limiti di età. Il 4 ottobre seguente prende possesso dell'arcidiocesi. Il 29 giugno 1998 riceve il pallio dal papa, nella basilica di San Pietro in Vaticano.
Dal 2001 al 2011 è vicepresidente del Consiglio delle conferenze dei vescovi d'Europa. Accoglie in Croazia papa Giovanni Paolo II in occasione dei viaggi apostolici dell'ottobre 1998 e del giugno 2003.
Nel concistoro del 21 ottobre 2003 lo stesso pontefice lo crea cardinale presbitero di San Girolamo dei Croati; il 27 febbraio 2005 prende possesso del titolo. È il sesto cardinale croato della Chiesa cattolica.
Il 18 e il 19 aprile 2005 partecipa come cardinale elettore al conclave che porta all'elezione di papa Benedetto XVI, il 12 e 13 marzo 2013 a quello che elegge papa Francesco e il 7 e 8 maggio 2025 a quello che elegge papa Leone XIV.
Nel giugno 2011 accoglie anche papa Benedetto XVI, giunto a Zagabria per partecipare al primo incontro nazionale delle famiglie cattoliche croate.
Il 21 luglio 2015 papa Francesco lo nomina suo inviato speciale alla celebrazione in occasione del 300º anniversario del santuario della Madonna Miracolosa di Sinj, in programma a Spalato il 15 agosto seguente.
È membro della Congregazione per il culto divino e la disciplina dei sacramenti, della Congregazione per l'educazione cattolica, del Pontificio consiglio per la promozione della nuova evangelizzazione. È stato membro del Pontificio consiglio per i laici e del Consiglio speciale per l'Europa della segreteria generale del Sinodo dei vescovi e della Commissione cardinalizia di vigilanza dell'istituto per le opere di religione.
Il 15 aprile 2023 papa Francesco accoglie la sua rinuncia al governo pastorale dell'arcidiocesi; gli succede l'arcivescovo coadiutore Dražen Kutleša. Assume da allora il titolo di arcivescovo emerito di Zagabria.

## Genealogia episcopale e successione apostolica
La genealogia episcopale è:
- Cardinale Scipione Rebiba
- Cardinale Giulio Antonio Santori
- Cardinale Girolamo Bernerio, O.P.
- Arcivescovo Galeazzo Sanvitale
- Cardinale Ludovico Ludovisi
- Cardinale Luigi Caetani
- Cardinale Ulderico Carpegna
- Cardinale Paluzzo Paluzzi Altieri degli Albertoni
- Papa Benedetto XIII
- Papa Benedetto XIV
- Papa Clemente XIII
- Cardinale Bernardino Giraud
- Cardinale Alessandro Mattei
- Cardinale Pietro Francesco Galleffi
- Cardinale Giacomo Filippo Fransoni
- Cardinale Carlo Sacconi
- Cardinale Edward Henry Howard
- Cardinale Mariano Rampolla del Tindaro
- Cardinale Rafael Merry del Val
- Arcivescovo Anton Bauer
- Arcivescovo Josip Antun Ujčić
- Cardinale Franjo Šeper
- Cardinale Franjo Kuharić
- Cardinale Josip Bozanić

La successione apostolica è:
- Vescovo Ivan Milovan (1998)
- Vescovo Valter Župan (1998)
- Vescovo Josip Mrzljak (1999)
- Vescovo Vlado Košić (1999)
- Arcivescovo Ivan Devcic (2000)
- Vescovo Valentin Pozaic, S.I. (2005)
- Vescovo Ivan Šaško (2008)
- Vescovo Vjekoslav Huzjak (2010)
- Vescovo Mijo Gorski (2010)
- Vescovo Ivica Petanjak, O.F.M.Cap. (2015)
- Arcivescovo Zdenko Križić, O.C.D. (2016)
- Vescovo Tomislav Rogić (2016)
- Vescovo Bože Radoš (2019)